# Long Điền, Thành phố Hồ Chí Minh
Long Điền là một xã thuộc Thành phố Hồ Chí Minh, Việt Nam.

## Địa lý
Thị trấn Long Điền cách thành phố Bà Rịa 5 km về phía đông, có vị trí địa lý:
- Phía đông giáp xã Tam An
- Phía tây và phía bắc giáp thành phố Bà Rịa
- Phía nam giáp xã Tam An và thành phố Vũng Tàu.

Thị trấn Long Điền có diện tích 14,21 km², dân số năm 1999 là 16.566 người, mật độ dân số đạt 1.166 người/km².

## Hành chính
Thị trấn Long Điền được chia thành 9 khu phố: Long An, Long Bình, Long Hiệp, Long Lâm, Long Liên, Long Nguyên, Long Phượng, Long Sơn, Long Tân.

## Lịch sử
Sau năm 1975, Long Điền là một xã thuộc huyện Long Đất.
Ngày 17 tháng 1 năm 1984, Hội đồng Bộ trưởng ban hành Quyết định số 12-HĐBT về việc thành lập thị trấn Long Điền – thị trấn huyện lỵ huyện Long Đất trên cơ sở toàn bộ xã Long Điền.
Ngày 2 tháng 6 năm 1994, Chính phủ ban hành Nghị định số 45-CP về việc thành lập phường Long Toàn thuộc thị xã Bà Rịa trên cơ sở điều chỉnh 100 ha diện tích tự nhiên và 700 người của ấp Long An thuộc thị trấn Long Điền.
Ngày 9 tháng 12 năm 2003, Chính phủ ban hành Nghị định số 152/2003/NĐ-CP về việc chia huyện Long Đất thành huyện Long Điền và huyện Đất Đỏ. Khi đó, thị trấn Long Điền trở thành huyện lỵ huyện Long Điền.
Ngày 24 tháng 10 năm 2024, Ủy ban Thường vụ Quốc hội ban hành Nghị quyết số 1256/NQ-UBTVQH15 về việc sắp xếp đơn vị hành chính cấp huyện, cấp xã của tỉnh Bà Rịa – Vũng Tàu giai đoạn 2023 – 2025 (nghị quyết có hiệu lực từ ngày 1 tháng 1 năm 2025). Theo đó, thành lập huyện Long Đất trên cơ sở huyện Long Điền và huyện Đất Đỏ. Khi đó, thị trấn Long Điền thuộc huyện Long Đất.

## Văn hóa
Thị trấn Long Điền trước kia là đồn lũy của Chân Lạp. Trên địa bàn thị trấn ngày nay còn có nhiều di tích lịch sử từ thời mở cõi như: Bàu Thành, đình thần Long Điền, chùa Long Bàn,...